# Matilda toszkánai őrgrófnő
Matilda (1046 – 1115. július 24.) négy évtizeden keresztül Canossa és Toszkána grófja, ezáltal Észak-Itália jelentős részének ura. VII. Gergely pápa és IV. Henrik német-római császár konfliktusában az előbbi fő támogatója. Azon kevés nő egyike, akik a középkorban katonai erényeikről lettek híresek. Halála után birtokait a pápai államra hagyta, ezáltal hozzájárult az észak-itáliai városok önállóvá válásához és megerősödéséhez.

## Származása és fiatalkora
Apja Bonifác, Canossa és Toszkána grófja, a mai Emilia-Romagna és Lombardia egy részét is magába foglaló, északon Bresciáig és Mantováig, keleten Ferraráig és Modenáig terjedő birtokokkal. Anyja Beatrix, az alsó-lotaringiai herceg lánya, III. Henrik német-római császár unokatestvére. 1038 körül házasodtak össze. Egy fiuk, Frigyes, és egy lányuk, Matilda érte meg a felnőttkort. 
Bonifác halála után Beatrix újra megházasodott, feleségül ment Szakállas Gottfried egykori felső-lotaringiai herceghez, akit III. Henrik megfosztott hercegségétől, így Toszkánába költözött. Beatrix, Gottfried és Frigyes vezették Canossa és Toszkána grófságát. 
Beatrix és Gottfried – az általuk kontrollált terület nagyságának és stratégiai, a pápai és a császári területek közötti elhelyezkedésének köszönhetően – jelentős hatást gyakorolt a pápaságra. Három egymást követő pápa megválasztásában és hatalmának biztosításában is szerepük volt. IX. István pápa (1057–58) Gottfried öccse volt, II. Miklós (1058–61) és II. Sándor (1061–73) pedig előzőleg Toszkánában volt püspök (Firenzében illetve Luccában). Mindhárman továbbvitték az elődeik által a pápaság önállóságának helyreállítása érdekében megkezdett reformokat, pl. II. Miklós érte el, hogy a pápákat ne a császár illetve a római nemesek válasszák, hanem a bíborosok. II. Miklósnak és II. Sándornak is meg kellett küzdenie egy-egy, a császár által támogatott ellenpápával (X. Benedek, II. Honoriusz), amiben Beatrixre és Gottfriedre támaszkodtak. 
Gottfriedet 1065-ben IV. Henrik alsó-lotaringiai hercegnek nevezte ki, Bouillonban rendezte be központját.

## Két házassága
Matilda 1069-ben feleségül ment szakállas Gottfried fiához, púpos Gottfried alsó-lotaringiai herceghez. Egy lányuk született, de születése után kevéssel meghalt. A házasság felbomlott. Matilda visszaköltözött anyjához Toszkánába, és fokozatosan készült a grófság vezetésére. 
Matilda 20 évvel később feleségül ment a 25 évvel fiatalabb II. Welf bajor herceghez. A házasságnak politikai célja volt: a pápa és a császár konfliktusában a pápa két fő szövetségese egyesítette erőit. Néhány évvel később ez a házasság is felbomlott. 

## Uralma
Beatrix halála után Matilda lett Canossa és Toszkána grófja (1076. április). 
Néhány hónappal korábban – a milánói püspök kinevezésének apropóján – kiéleződött a konfliktus VII. Gergely pápa és IV. Henrik császár között. A császár által vezetett birodalmi gyűlés megfosztotta hatalmától a pápát, a pápa pedig kiközösítette és megfosztotta trónjától a császárt (1076. január). A pápa elindult északra, hogy egyeztessen a német hercegekkel. A császár elindult délre, hogy megelőzze a pápa és a német hercegek egyeztetését. Matilda Canossa várában védelmet biztosított a pápának. Itt került sor a pápa és a császár találkozására. A császár behódolt a pápának, a pápa pedig feloldotta a császár kiközösítését, amivel lehetővé tette hatalomban maradását (1077. január). 
1084-ben kiújult a konfliktus VII. Gergely pápa és IV. Henrik császár között. IV. Henrik betört Itáliába. Matilda ezúttal nem tudta feltartóztatni. A császár bevonult Rómába, VII. Gergely önkéntes száműzetésbe vonult, egy évvel később pedig meghalt. VII. Gergelyt III. Viktor (1086-87) majd II. Orbán (1088-99) követte a pápai trónon. Mindhármuknak küzdeniük kellett egy ellenpápával (III. Kelemen, 1080-1100), amiben Matildára – és az eddigre Dél-Itáliát elfoglaló normannokra – támaszkodtak. 
1092-ben IV. Henrik ismét betört Itáliába. Matilda a lombard városok támogatásával az Appenninek szűk völgyeiben feltartóztatta. IV. Henriknek végleg le kellett mondania Itáliáról. 
Halála után kiterjedt birtokait a pápai államra hagyta. Ezáltal megszűnt az addigi erős kontroll. Ezzel hozzájárult ahhoz, hogy az észak-itáliai városok a 12. századtól egyre inkább önállóvá váljanak és megerősödjenek.

## Emlékezete
Rövid első házassága idején, alsó-lotaringiai hercegnéként ő alapította Orval bencés apátságát. A legenda szerint az Ardennekben járva egy patakba ejtette jegygyűrűjét, de egy pisztráng a szájában a felszínre hozta, ő pedig aranyvölgynek (Val d’Or) nevezte a helyet és megalapította az apátságot, amely ma söréről ismert. 
Azt mondják, száz templomot alapított, köztük pl. Modena dómját, illetve támogatott, köztük pl. San Benedetto Po bencés apátságát. Az utóbbiban temették el. 
Több hidat is építtetett, köztük a ma is álló híd (Ponte della Maddalena) alapját Borgo a Mozzanóban. 
A 17. században a Szent Péter-bazilikában temették újra. Mindössze három nő egyike, akik itt vannak eltemetve. Szobrot is állítottak az emlékére, amely  Bernini alkotása. 

## Fordítás
Ez a szócikk részben vagy egészben  a   Matilda of Tuscany című angol Wikipédia-szócikk fordításán alapul.  Az eredeti cikk szerkesztőit annak laptörténete sorolja fel. Ez a jelzés csupán a megfogalmazás eredetét és a szerzői jogokat jelzi, nem szolgál a cikkben szereplő információk forrásmegjelöléseként.